# Данелян, Ерванд Аветикович
Ерванд Аветикович Данелян (1904 год, село Самшвилде, Тифлисская губерния, Российская империя — 19 сентября 1977 года) — заведующий коневодческой фермой «Красное Знамя» Тетрицкаройского района Грузинской ССР. Герой Социалистического Труда (1951).
Родился в 1904 году в крестьянской семье в селе Самшвилде Тифлисской губернии (сегодня — Тетрицкаройский муниципалитет). В 1929 году вступил в местный колхоз. Трудился рядовым колхозником, заведующим коневодческой фермой. В 1941 году призван на фронт. В 1943 году попал в плен. Находился в лагере для военнопленных в Польше, из которого был освобождён наступающими советскими войсками в 1945 году.
В 1946 году возвратился в родное село, где продолжил трудиться заведующим конефермой «Красная Заря» Тетрицкаройского района. Указом Президиума Верховного Совета СССР от 4 августа 1951 года удостоен звания Героя Социалистического Труда с вручением ордена Ленина и золотой медали «Серп и Молот».
Избирался депутатом сельского совета. После выхода на пенсию проживал в родном селе, где скончался в 1977 году.
Награды
- Герой Социалистического Труда
- Орден Ленина
- Орден Трудового Красного Знамени